# L'Empreinte du loup solitaire
Pour les articles homonymes, voir The Lone Wolf.
Pour plus de détails, voir Fiche technique et Distribution.
L'Empreinte du loup solitaire (The Lone Wolf Spy Hunt) est un film américain en noir et blanc, réalisé par Peter Godfrey, sorti en 1939.

## Genèse
« Le Loup solitaire » (Lone Wolf (character) (en)) est un détective privé inventé par l'écrivain Louis Joseph Vance dans huit romans (1914 à 1934). Vingt-quatre films seront adaptés au cinéma de 1917 à 1949.
L'acteur Warren Williams a incarné Michael Lanyard – alias Le Loup solitaire – dans neuf d'entre eux (1939 à 1943) ; celui-ci est son premier.

## Fiche technique
- Titre français : L'Empreinte du loup solitaire
- Titre original : The Lone Wolf Spy Hunt
- Réalisation : Peter Godfrey
- Scénario : Jonathan Latimer d'après une histoire de Louis Joseph Vance
- Directeur musical : Morris Stoloff
- Musique : Joseph Nussbaum (non crédité)
- Photographie : Allen G. Siegler
- Montage : Otto Meyer
- Direction artistique : Lionel Banks et Jerome Pycha Jr.
- Costumes : Robert Kalloch (robes)
- Producteur : Joseph Sistrom producteur associé
- Société de production et de distribution: Columbia Pictures
- Pays de production :  États-Unis
- Langue : anglais américain
- Format :  noir et blanc — son : mono (Western Electric Mirrophonic Recording)
- Genre : aventure et espionnage
- Durée : 71 minutes
- Dates de sortie : 
  - États-Unis : 27 janvier 1939
  - États-Unis : 5 mars 1939 New York
  - France : 26 juillet 1939

## Distribution
- Warren William (VF : Marc Valbel) : Michael Lanyard (Pierre Lanyard en VF)
- Ida Lupino (VF : Colette Broïdo) : Val Carson
- Rita Hayworth : Karen
- Virginia Weidler : Patricia Lanyard
- Ralph Morgan : Spiro Gregory
- Tom Dugan : le sergent de police Devan
- Don Beddoe : l'inspecteur de police Thomas
- Leonard Carey : Jameson
- Ben Welden : Jenks - acolyte
- Brandon Tynan : le sénateur Carson
- Helen Lynd : Marie Templeton